# Calcatoggio
Calcatoggio é uma comuna francesa na região administrativa de Córsega, no departamento de Córsega do Sul. Estende-se por uma área de 22,65 km². 